# Étienne Hulot
Pour les articles homonymes, voir Étienne Hulot (1857-1918) et Hulot.
Étienne Hulot, baron de Mazerny, né le 15 février 1774 à Mazerny, mort le 13 septembre 1850 à Nancy (Meurthe), est un général français.

## Biographie
Il est né dans la famille Hulot en février 1774, baptisé le 15 février, dans le village de Mazerny, un village situé au centre de ce qui va devenir le département des Ardennes. Il fait des études à Reims. Il entre au service de l'armée française en 1793, lors de la première réquisition, et est attaché à un bataillon de chasseurs. Il est nommé sous-lieutenant sur le champ de bataille d'Altkirchen. À Zurich et dans tous les combats livrés à Souvarow, on le voit officier d'ordonnance du général Soult au combat de Monteneto, où il s'élance avec le frère de Soult pour arracher des mains de l'ennemi ce général lorsqu'il est renversé d'un coup de feu, et il reste prisonnier. Mais il est échangé après la bataille de Marengo et nommé capitaine aide-de-camp du même général. Après les affaires d'Ulm il est promu au grade de chef de bataillon et commande les tirailleurs du Pô. Il se trouve présent dans bien des combats de cette époque et se distingue souvent, surtout à Austerlitz où, malgré une blessure grave, il ne quitte le champ de bataille qu'après la victoire. Aussi reçoit-il en cette occasion la croix d'officier de la Légion d'honneur,.
Le 7 février 1807, il a la jambe fracassée en forçant le pont de Preussisch-Eylau. Il passe une partie de sa convalescence chez le maréchal Soult, dont il est désormais un proche. Il est nommé colonel le 9 juin 1808 et fait la guerre d'Espagne en 1811 en qualité de premier aide-de-camp du maréchal Soult. À la bataille de Gebora, le colonel Hulot et le chef d'escadron Tholosé menacent plusieurs bataillons espagnols de les faire sabrer par la cavalerie, s'ils ne se rendent sur-le-champ, et ils se rendent. Il est créé chevalier d'Empire le 31 janvier 1810,.
Général de brigade le 9 août 1812, il commande l'avant-garde du 4e corps en Allemagne, où il donne dans la campagne de 1813 des preuves répétées d'intelligence et de bravoure. Deux fois il sauve les bagages et l'artillerie de l'armée par son actiona, à Interbeck et à la bataille de Hanau,. L'Empereur le récompense en le faisant baron de l'Empire le 14 juin 1813 : il ajoute alors à son nom celui de Mazerny, son village natal, pour devenir Hulot de Mazerny, comme ses ancêtres avant la Révolution. Il est fait commandeur de la Légion d'honneur le 19 novembre 1813.

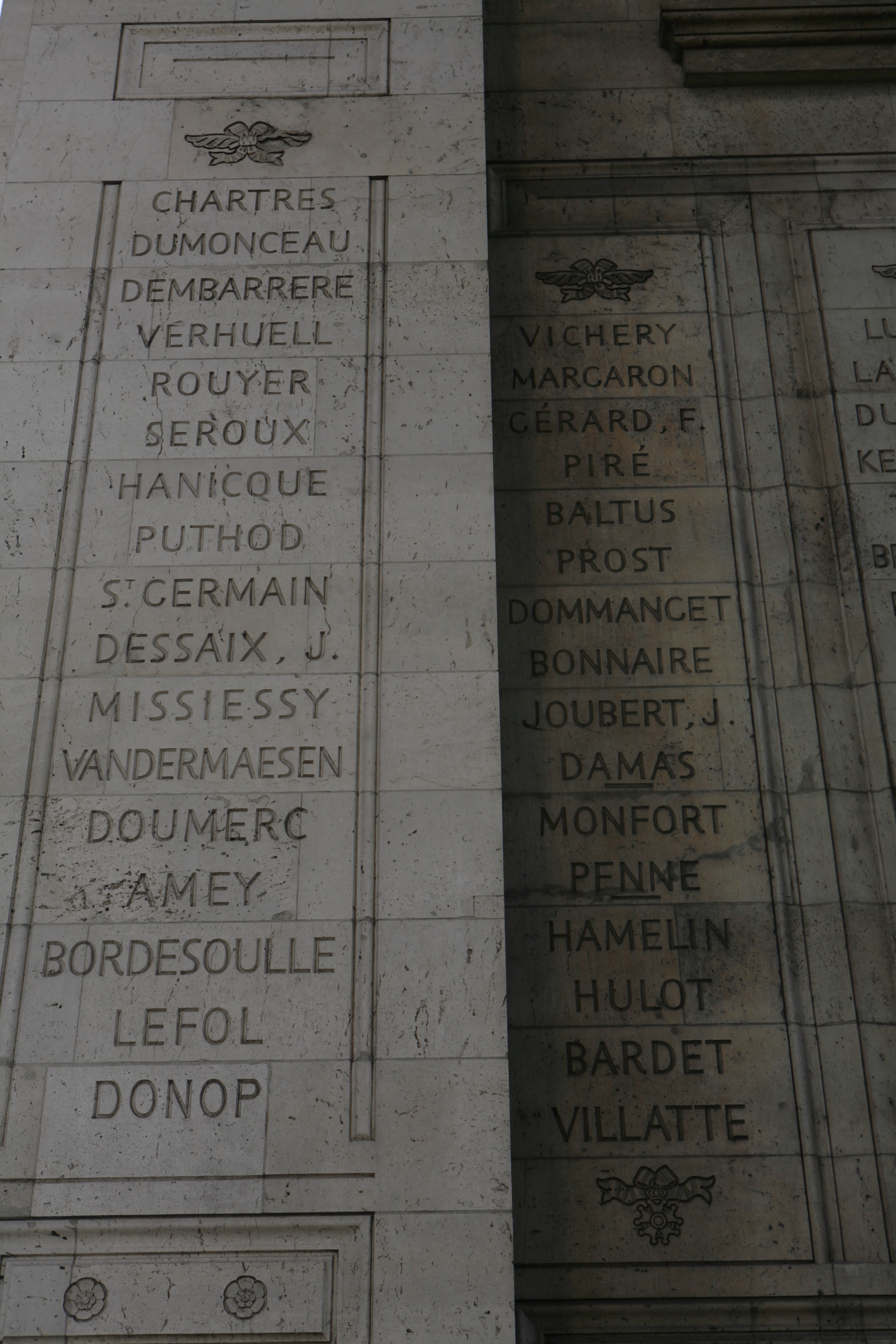
Noms gravés sous l'arc de triomphe de l'Étoile : pilier Ouest, 1ère et 2e colonnes.

La Restauration le fait chevalier de Saint-Louis et lui confie le département de la Meuse,.
Pendant les Cent-Jours, il est attaché au 4e corps, commandé par Gérard. À la bataille de Ligny il se défend contre des forces quadruples et est un des derniers à se battre sous les murs de Paris. Mis en non-activité, le maréchal Gouvion-Saint-Cyr le nomme en 1819 inspecteur d'infanterie, et inspecteur général en 1821. Il est nommé grand officier de la Légion d'honneur et Lieutenant-général à la promotion du 23 mai 1825,.
Mis en disponibilité de l'armée et vivant à Donchery, il aurait offert ses services en 1829 à l'armée d'Ibrahim Pacha. 
Son nom figure sur l'Arc de triomphe de l'Étoile de Paris.

## Personnage romanesque
Dans son roman La Cousine Bette, Honoré de Balzac a utilisé les parcours et les rumeurs associés à plusieurs personnalités réelles pour constituer le personnage fictif du baron Hulot d'Ervy, dont principalement le lieutenant-général ardennais Étienne Hulot, baron d'Empire né à Mazerny, mais aussi le maréchal de camp et également baron d'Empire Étienne-Constant Hulot d'Osery (1783-1852), le baron Jacques Louis Hulot (1773-1843), maréchal de camp lui aussi d'origine ardennaise et cousin (il est né à Charleville), ainsi que le général Legrand (1762-1815),. Les trois barons Hulot sont d'ailleurs assez souvent confondus.